# Gnesta (Gemeinde)
Koordinaten: 59° 3′ N, 17° 18′ O

Gnesta ist eine Gemeinde (schwedisch kommun) in der schwedischen Provinz Södermanlands län und der historischen Provinz Södermanland. Der Hauptort der Gemeinde ist Gnesta.

## Geschichte
Die Gemeinde entstand am 1. Januar 1992 durch Teilung der Gemeinde Nyköping. In der Gemeinde liegt auch eine Endstation für die Vorortzüge (Pendeltåg) nach Stockholm.

## Orte
Folgende Orte sind Ortschaften (tätorter):
- Björnlunda
- Gnesta
- Stjärnhov